# Nicolas Delaunay
Pour les articles homonymes, voir Delaunay.
Ne doit pas être confondu avec Nicolas de Launay.

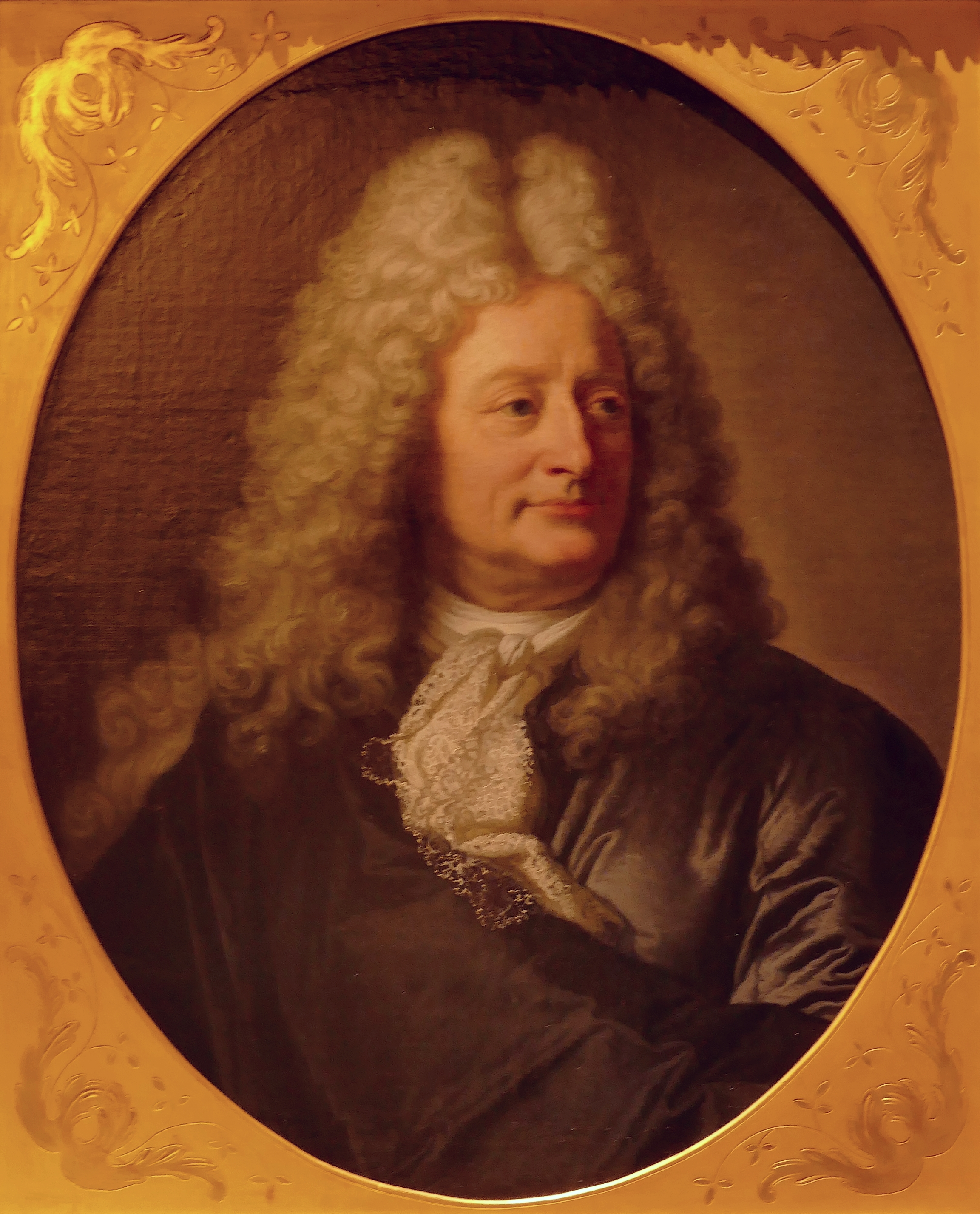
Portrait exposé à l'Hôtel de la Monnaie, le cartel attribue le tableau à Hyacinthe Rigaud.

Nicolas Delaunay, ou de Launay (1646-1727) figure avec Claude Ballin l'aîné (1615-1678) et Claude Ballin le Jeune (1660-1754),  parmi les plus fameux orfèvres du règne de Louis XIV.
À la suite de la fonte de l’orfèvrerie royale, son œuvre n’est plus qu’un brillant souvenir, mais les récentes recherches d’archive nous la rendent de plus en plus présente.

## Biographie
Fils de l'orfèvre l'orfèvre et médailleur Louis Delaunay, Nicolas Delaunay est maître orfèvre en 1672. Il épouse la sœur de l'orfèvre Claude Ballin le jeune en 1677 et travaille dans l'atelier de Claude Ballin l'aîné durant deux ans. Il devient l’un des principaux fournisseurs de la couronne. Il participe notamment à la fabrication de la vaisselle d’or et du mobilier d’argent, commandés par Louis XIV.
Médailleur depuis 1677 en la Monnaie de Paris, il est nommé le 22 novembre 1696, « directeur du balancier des Médailles » au Louvre ; Delaunay y crée un cabinet dans lequel les poinçons et les matrices vont prendre le statut de modèles qu’il destine aux artistes et aux visiteurs de marque, il ajouta à cette fonction, une charge anoblissante de secrétaire du roi. Son gendre Jules Robert de Cotte lui succède à cette charge en 1722.
Vers 1724, le secrétariat des Menus-Plaisirs du roi Louis XV, lui commande un grand service de dîner, dans un style rocaille. Son travail est poursuivi, après 1727, par Thomas Germain.

## Iconographie
- Portrait de l'orfèvre Nicolas Delaunay et de sa famille par Tournières, vers 1696-1704 au musée des Beaux-Arts de Caen.

- Son portrait par Hyacinthe Rigaud a été réalisé en 1712 contre 500 livres[2]. On ne connaît pas la localisation actuelle du portrait original[3]. Un dessin postérieur a été réalisé d'après la composition initiale mais d'une autre main que l'artiste[4]. Enfin, l'œuvre fut fidèlement mise à l'estampe par François Chéreau en 1719[5].

- Deux médailles à l'effigie de Nicolas Delaunay ont été réalisées à la fin de sa vie. La première, datée de 1715, est anonyme. La seconde, datée de 1719, est due au graveur Pinon pour le portrait du droit, à Jean Duvivier pour le revers. Le musée Carnavalet conserve un exemplaire de chacune de ces médailles (ND 235 et 1851).